# Daniel Meneses
Daniel Fernando Meneses López (Tacna, Perú, 3 de febrero de 2005) es un futbolista peruano. Juega como defensa central y su equipo actual es Foot Ball Club Melgar de la Liga 1 de Perú.

## Trayectoria

### Primeros años
Nacido en la ciudad de Tacna, pero pasándose años de su infancia y adolescencia en Marcona, en el departamento de Ica. Pasaría por las divisiones menores de Alianza Lima y Sport Boys. En Ica daría sus primeros pasos en el fútbol amateur en distintos clubes de la región, comenzando en el club San Pedro de Marcona y a fines de 2022 con Sport Tubillas de Nazca, donde sería capitán.

### FBC Melgar
En 2023 se integraría al equipo de reservas de Melgar. En dicho año llegarían hasta las semifinales del Torneo de Reservas y comenzaría a ganar relevancia en el equipo, llegando a anotar un gol de cabeza. Para 2024, se asentaría como titular del equipo, participando en dieciocho partidos de los veintiuno que disputaron hasta llegar a la final, donde perderían 2-1 ante Universitario en Lima. Llegar a esta instancia serviría para obtener uno de los cupos para la nueva Liga 3.
El 3 de diciembre de 2024, firmaría su primer contrato profesional junto a otros tres compañeros de la reserva, con lo cual además fue subido al primer equipo de cara a la temporada 2025. No sería parte de la pretemporada realizada en Colombia, aunque sí sería presentado en la Noche Rojinegra. Estaría en el banco de suplentes en un partido por Copa Libertadores. A su vez, fue inscrito con el segundo equipo que disputaría la Liga 3. Su primer partido lo jugaría en la tercera fecha, cuando visitarían Mollendo para enfrentar a Nacional FBC, a quienes vencerían por 2-0, jugando todo el partido. Anotaría su primer gol en la séptima fecha, siendo de cabeza para poner el 2-0 ante Defensor José María Arguedas, que finalmente terminaría en derrota por 2-3.

## Estadísticas
| Club                       | Div.          | Temporada     | Liga  | Liga  | Liga    | Copas nacionales(1) | Copas nacionales(1) | Copas nacionales(1) | Copas internacionales(2) | Copas internacionales(2) | Copas internacionales(2) | Total | Total | Total  |
| Club                       | Div.          | Temporada     | Part. | Goles | Asist.. | Part.               | Goles               | Asist.              | Part.                    | Goles                    | Asist.                   | Part. | Goles | Asist. |
| -------------------------- | ------------- | ------------- | ----- | ----- | ------- | ------------------- | ------------------- | ------------------- | ------------------------ | ------------------------ | ------------------------ | ----- | ----- | ------ |
| F. B. C. Melgar "B" · Perú | 3.ª           | 2025          | 5     | 1     | 0       | —                   | —                   | —                   | —                        | —                        | —                        | 5     | 1     | 0      |
| F. B. C. Melgar "B" · Perú | Total club    | Total club    | 5     | 1     | 0       | 0                   | 0                   | 0                   | 0                        | 0                        | 0                        | 5     | 1     | 0      |
| Total carrera              | Total carrera | Total carrera | 5     | 1     | 0       | 0                   | 0                   | 0                   | 0                        | 0                        | 0                        | 5     | 1     | 0      |
| (1) (2)                    |               |               |       |       |         |                     |                     |                     |                          |                          |                          |       |       |        |